# Wormser Tor
Das Wormser Tor ist ein triumphbogenartiges Stadttor, ein Relikt der ehemaligen Befestigung der Stadt Frankenthal, die im Bundesland Rheinland-Pfalz liegt. Es erhielt seinen Namen ebenso nach der Freien Reichsstadt Worms wie die Wormser Straße, die von der damaligen Stadtmitte (Marktplatz) durch das Tor auf Worms zuführte. Das Pendant dazu ist das Speyerer Tor am südlichen Eingang zur Innenstadt. 

## Geographische Lage
Das Tor steht auf einer Höhe von 95 m ü. NHN und prägt den nördlichen Eingang zur Innenstadt und der Fußgängerzone. 

## Geschichte
Im ausgehenden 16. Jahrhundert gehörte die aufstrebende Gemeinde Frankenthal, die damals etwa 3000 Einwohner zählte, zur Kurpfalz. 1573 wurde mit dem Bau einer ersten, allerdings noch mangelhaften Stadtmauer begonnen. Nachdem Pfalzgraf Johann Casimir dem Ort im Jahre 1577 die Stadtrechte verliehen hatte, wurde Frankenthal zwischen 1600 und 1608 zur stärksten linksrheinischen Festung der Kurpfalz ausgebaut, die sogleich im Dreißigjährigen Krieg ihre Bewährung zu bestehen hatte. 1621 Belagerung durch die Spanier, 1623–1632 und 1635–1652 spanische Besatzung, dazwischen schwedische Besatzung. Dank des Einsatzes der Frankenthaler Schützen gelang es dreimal (1621, 1622 und 1644), die Befestigungen gegen angreifende Truppen zu verteidigen. 
1689, im Pfälzischen Erbfolgekrieg, wurde auf Anordnung des französischen Königs Ludwig XIV. die Festung geschleift und die Stadt niedergebrannt. 
Unter Kurfürst Carl Philipp begann man 1718 mit der Errichtung einer einfachen Ringmauer, die jedoch unvollendet blieb. Der Kurfürst Carl Theodor ließ die Befestigung ausbauen und vervollkommnen. Ab 1770 wurden zunächst zwei anspruchsvollere Stadttore errichtet, die eher der Repräsentation als der Befestigung zu dienen hatten. Das Wormser Tor wurde 1770/72 im Barockstil ausgeführt.
Die Stadt wuchs im folgenden Jahrhundert sehr schnell, so dass die Mauern bis 1870 zum größten Teil abgetragen wurden. Laut Ratsherrenbeschluss wollte man 1879 auch das Wormser Tor entfernen, um einen besseren Zugang zur Innenstadt zu erreichen; ein Bürgerentscheid sprach sich jedoch dagegen aus. 16 Ratsherren traten daraufhin zurück, und es wurden nur die Gebäude neben dem Tor abgerissen. Damit konnte es auch seitlich umfahren werden. Im Zweiten Weltkrieg wurden die Tore beschädigt, sie konnten jedoch erhalten und später restauriert werden.
Am Tor wurde 2007 eine feste Illumination installiert.

## Gestaltung
Die Schauseiten des Tors sind unterschiedlich gestaltet: die ehemalige Feldseite soll mit dem breiten Giebel und Doppelpilastern betont trutzig wirken; die zur Stadt gerichtete Ansicht gibt sich mit flächigem Reliefschmuck höfisch elegant. Die Giebelfelder enthalten auf der Nordseite das Wappen Carl Theodors, auf der Südseite in einem Löwenfell das Medaillonrelief des Kurfürsten.